# CLASP1
CLASP1‏ (Cytoplasmic linker associated protein 1) هوَ بروتين يُشَفر بواسطة جين CLASP1 في الإنسان.